# Dolichoderus zherichini
Dolichoderus zherichini  (лат.) — ископаемый вид муравьёв из рода Dolichoderus (подсемейство долиходерины).
Обнаружен в позднеэоценовых ровенских янтарях (около 40 млн лет). Мелкие муравьи, длина тела около 3 мм. Голова с выпуклыми боками, прямоугольная, задние углы закруглённые. Глаза слабовыпуклые, овальные. Скапус усиков немного выдаётся за затылочный край головы. От близких видов (группа Dolichoderus quadrimaculatus) отличается отсутствием отстоящих волосков на голове, груди и конечностях. Петиоль узловидный. Тело слабоблестящее (мезоплевры и центр проподеума зеркально-блестящие), тонкие морщинки есть только на петиолюсе и наличнике. Вид был впервые описан в 2002 году российским мирмекологом Геннадием Михайловичем Длусским (МГУ, Москва) вместе с такими новыми видами как Tapinoma aberrans, Tapinoma electrinum, Oligomyrmex nitidus, Oligomyrmex ucrainicus. Таксон D. zherichini назван в честь эволюциониста и колеоптеролога Владимира Васильевича Жерихина. Близок к видам Dolichoderus polessus и Dolichoderus tertiarius.